# 電動歯ブラシ
電動歯ブラシ（でんどうはぶらし、英語: electric toothbrush）とは、歯を磨くために、電気の動力により自動でヘッドが高速で動く歯ブラシのことである。

## 概要
ヘッドの動きはスライド（往復振動）式と回転式（時計回りと反時計回りに交互に回転する）、両者を組み合わせたものに大別される。
稼働周波数（つまり速度）により音波速歯ブラシ、超音波歯ブラシと呼ばれる製品もある。音波速歯ブラシの動きは可聴範囲内の周波数（つまり、20 ～ 20,000 Hz、または 1 分間に 2,400 ～ 2,400,000 回の動き）であることに対し、超音波歯ブラシの動きはこれを超える周波数で動くので、超音波という用語が付けられている。超音波歯ブラシの標準的な周波数は 1.6MHz（つまり 1 分間に 1,600,000 回の動き）である。
音波速以下の振動は電動機によって生成される。超音波歯ブラシの超音波は、圧電結晶によって生成される。最近の電動歯ブラシは通常、使用の合間で充電台に置かれている際に、非接触充電によって充電される二次電池によって電力を供給される。また、イオン効果をうたった製品や舌苔除去効果のある舌ブラシを搭載する製品など多機能化も進んでいる。
価格帯も広く、100円ショップで購入できるものから数万円するものまである。
手動歯ブラシに比べて歯垢除去の効果は高いが、手動歯ブラシ同様、歯の汚れている部分、汚れやすい部分にしっかりと毛先をあてることが大切である。

## 歴史

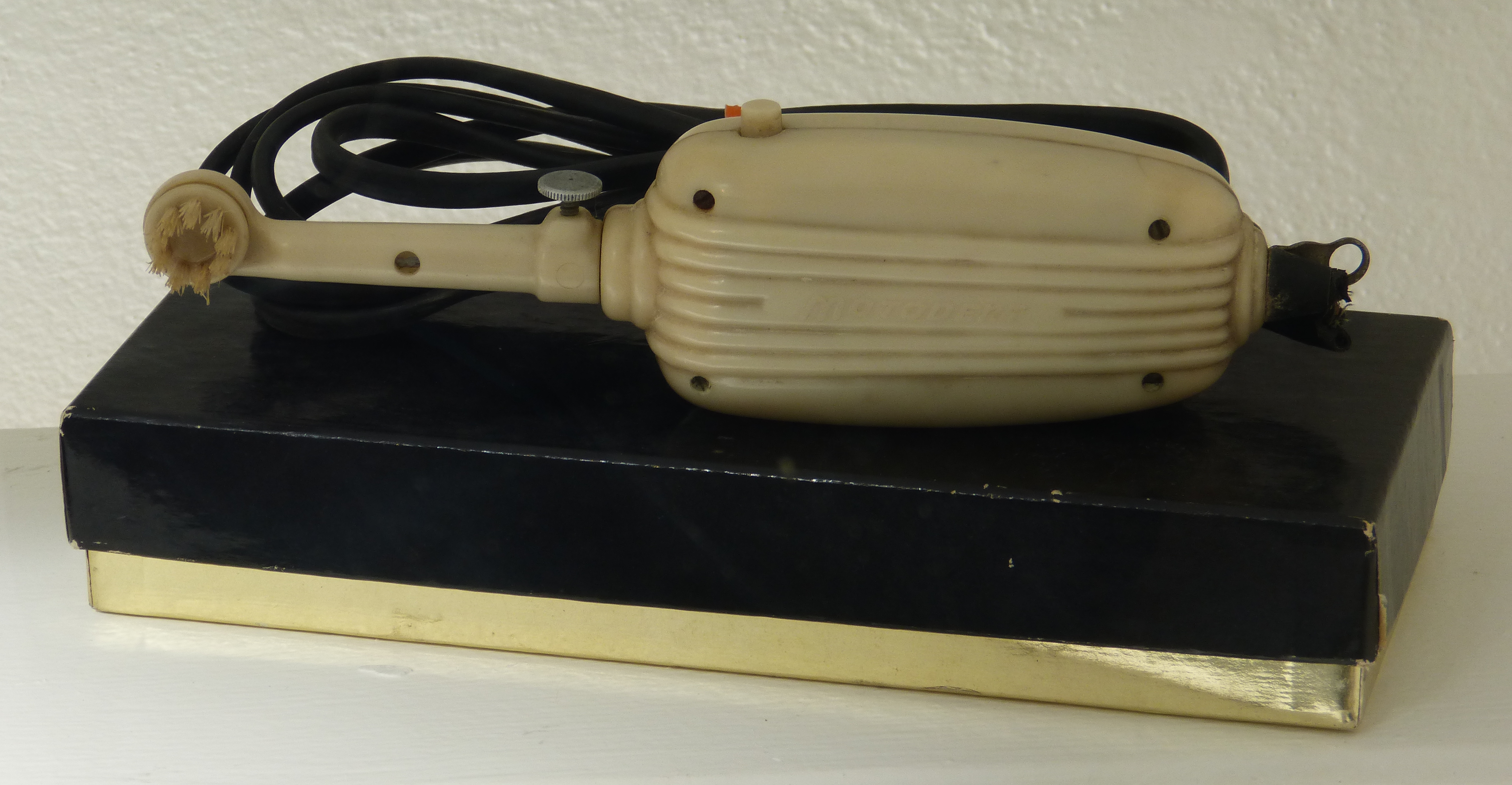
Motodent 電動歯ブラシ。本歯ブラシの特許は 1937 年に出願された。

電動歯ブラシの最も初期の例は、Tomlinson Moseley によって製造された。Motodent として販売され、1937年 12月 13日に Moseley の会社、Motodent Inc.によって特許が出願された。1954年にスイスで Philippe Guy Woog 博士が Broxodent を発明した。Woog の電動歯ブラシは当初、Broxo S.A. 向けにスイス (後にフランス) で製造された。Broxodent 歯ブラシは一般的なコンセントに差し込まれ、線間電圧で作動した。電動歯ブラシは当初、障害者や歯列矯正患者の器具として開発され、その後一般を対象に製品化された。
Broxo Electric Toothbrush 電動歯ブラシは、1960 年に E. R. Squibb And Sons Pharmaceuticalsによって米国で発売された。発売後、米国では Squibb によって Broxo-Dent または Broxodent という名前で販売されていた。1980 年代に、Squibb は Broxodent 製品ラインの販売を ブリストル・マイヤーズ スクイブ のSomerset Laboratory 部門に移管した。
ゼネラル・エレクトリック社の Automatic Toothbrush 歯ブラシは 1960 年代初頭に発売された。コードレスで、ニッケル・カドミウム蓄電池を使用していた。携帯可能であったが、かなりかさばり、2つの単1電池の懐中電灯の柄ほどの大きさがあった。当時のニカド電池はメモリー効果に悩まされていた。GE の Automatic Toothbrush には、柄を直立に保持する充電台が付属していた。これらのほとんどは充電台に保管されていたが、ニカド電池の耐用年数を最大限に延ばす最良の方法ではない。また、初期のニカド電池は耐用年数が短い傾向があった。電池は 本体内に密閉されており、電池が故障した場合は全体を廃棄する必要があった。
浴室環境での AC 線間電圧器具の使用には問題があった。1990 年代初頭までに、UL および CSA の安全機関は浴室で使用する線間電圧器具を認定しなくなった。以降、新しい浴室用電化製品は、低電圧（通常は 12 V、16 V または 24 V）で作動させるために降圧変圧器を使用する必要があった。多くの国の配線規格では、浴室環境のコンセントを漏電遮断器で保護することが求められている。例えば、米国では 1970 年代以降、新築の浴室コンセントに義務付けられている。
1990 年代までに、Broxo の元々の設計の安全性認証に問題があった。さらに、改良された電池式歯ブラシにより、激しい競争が繰り広げられることになった。
日本では1990年代より普及が始まり、2000年以降口腔ケア意識の高まりを受けて普及率が急進した。出荷台数は2009年までは220万台前後で推移していたが、2010年はパナソニックの「ポケットドルツ」が150万台売れるヒットとなった事もあり、350万台に、2011年は400万台の予想になるなど市場規模は近年急拡大している。
最初は Ultima、後に Ultrasonex と呼ばれた最初の超音波歯ブラシは、1992 年に米国で特許を取得し、同年にアメリカ食品医薬品局が家庭での日常使用を承認した。当初、Ultima は超音波のみの機能であったが、数年後、Ultrasonex に音波速振動も提供するために電動機も追加された。現在、Megasonex や Smilex などの超音波歯ブラシが超音波と音波速振動の両方を同時に提供している。

## 種類
電動歯ブラシは、仕組みに応じて種類を分類できる。
- 往復振動式（英語: side-to-side vibration）

往復振動式の歯ブラシは、ブラシヘッドを往復振動させることによって機能する。
- 多方回転式（英語: counteroscillation）

多方回転式の歯ブラシは、ブラシヘッド上の各毛束（通常は 6 ～ 10 本)を隣接する毛束とは逆方向に交互に回転させて機能する。
- 交互回転式（英語: rotation-oscillation）

交互回転式の歯ブラシは、ブラシヘッドを一方向に回転させた後、もう一方向に交互に回転させて機能する。
- 一方回転式（英語: circular）

一方回転式の歯ブラシは、ブラシヘッドを一方向にのみ回転させて機能する。
- 超音波式（英語: ultrasonic）

超音波歯ブラシは、歯垢の付着を破壊する目的の超音波（20kHz以上）を発することによって機能する。
- イオン式（英語: ionic）

イオン歯ブラシは、歯垢の付着を破壊する目的で歯の表面に電荷を与えることによって機能する。
特定の振動式では、手動歯ブラシと同様の歯磨き技術が推奨される。一方、回転式では、推奨される歯磨き方法は通常、歯ブラシを歯から歯へとゆっくりと動かすことである。
電動歯ブラシは、動きの速さに応じて、一般的な電動歯ブラシ、音波速歯ブラシ、または超音波歯ブラシに分類することもできる。歯ブラシの動きが人間の可聴範囲（20 Hz ～ 20,000 Hz）で音を発生するほど十分に速い場合、その歯ブラシは音波速歯ブラシとして分類できる。本基準値よりも速く動く電動歯ブラシは、超音波歯ブラシとして分類できる。Megasonex や Ultreo などの特定の超音波歯ブラシは、音波速振動と超音波の両方を備えている。

### 交互回転式

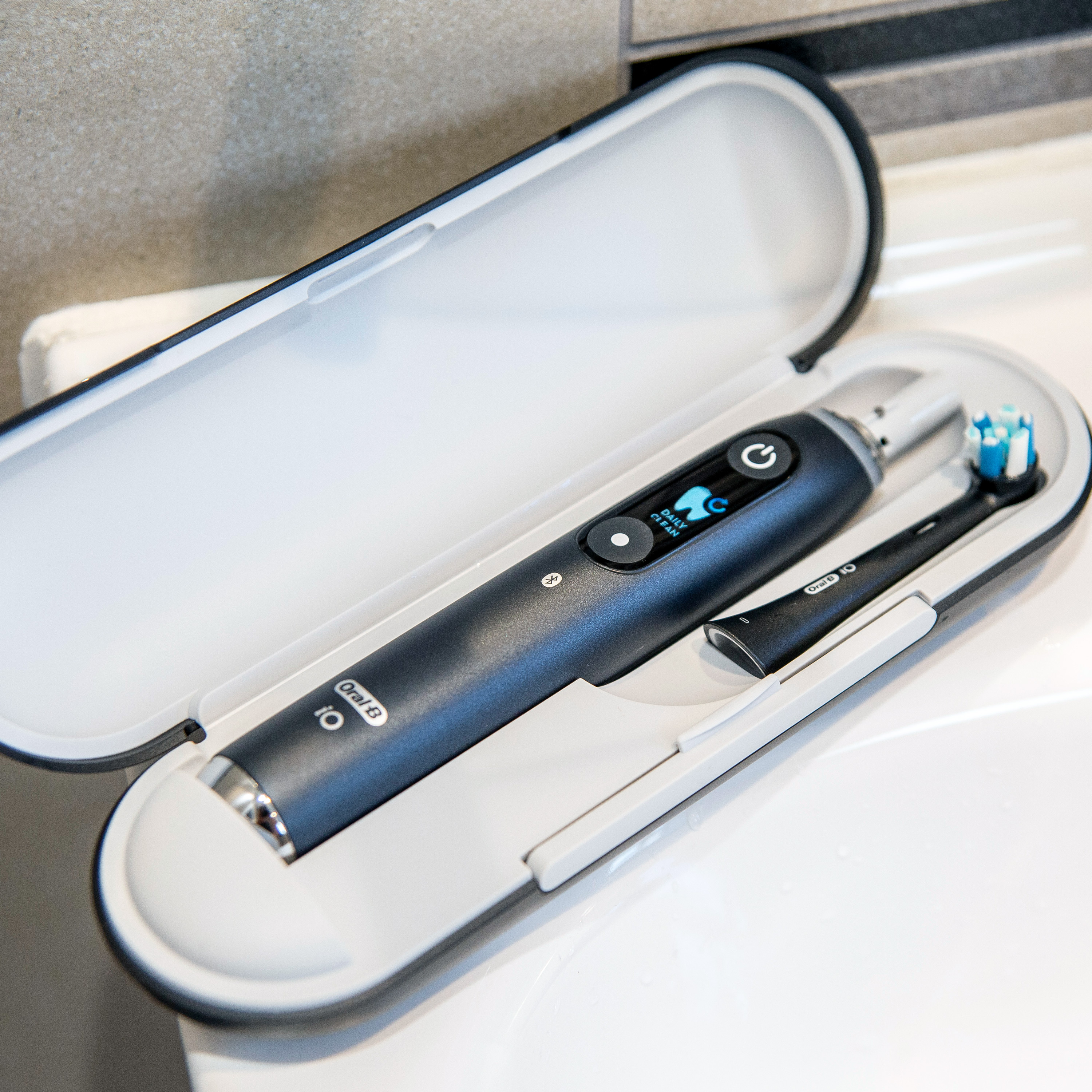
回転式の電動歯ブラシ
（Oral-B iO）

交互回転式の電動歯ブラシは、丸型ブラシが回転することで歯垢を落とす電動歯ブラシの一種。1990年代にOral-Bによって発売された。従来の歯ブラシのような形状ではなく、ブラシヘッドは小さく円形で、歯科医院で歯垢を除去するために歯科専門家が使用するプロフィーカップに非常に似ている。この設計により、毛先が歯の間の届きにくい領域まで到達して歯垢を除去することができる。ブラシの回転運動と振動によって歯垢を効率的に落とすことができ、歯に軽く当てるだけで十分に磨ける。Oral-Bは「毛先を当ててゆっくりと移動させるだけで磨くことができる」と説明している。一部の種類には、より三次元的な歯磨きを可能にする脈動運動も含まれている。
Oral-B iO歯ブラシには交互回転のためのリニアマグネティックシステムを搭載している。これにより、力を毛先に集中させることができる。本歯ブラシとアプリを接続する人工知能を使用した 3D トラッキングも可能である。本技術により、自分の歯磨きの有効性について即座にフィードバックを得ることができ、さらに個人的な口腔衛生指導と教育のために歯科専門家に情報を提供したい場合はデータを追跡することができる。さらに、Oral-B iO 歯ブラシの電子スマート押し付け防止センサーが、歯と歯茎を保護するために、歯磨きの圧力が強すぎるか不十分かを知らせ、過剰な圧がかかる場合には回転速度を自動的に調整する。
安全性研究により、交互回転歯ブラシは手動歯ブラシと比較して安全であることが示されており、また、口腔の硬組織と軟組織の両方に対して安全であることが立証されている。

### 音波速式
音波速式の電動歯ブラシは、可聴周波数（20～20,000Hz）の周期で毛が左右に振動するブラシによって歯垢を落とす電動歯ブラシの一種。Sonicare、FOREO、Oral-Bなどの充電式電動歯ブラシのほとんどは音波速電動歯ブラシである。通常200～400Hzで作動し、1分間に12,000～24,000回ほど左右に往復振動する。24,000～48,000回の動きに相当する。一般的な音波式電動歯ブラシは横の振動で歯を磨くが、"横と縦"の振動でパワフルに歯を磨くことができる「W音波振動」という機能を搭載した機種（パナソニックのドルツ）も存在する。音波速歯ブラシは歯を磨くために機械的な汚れを落とす作業のみに頼るため、通常、振動の振幅が大きくなければならない。つまり、毛先の作動する範囲が長い。しかし、ある研究では、音波速歯ブラシを使用した場合でも、手動歯ブラシに比べて歯茎の摩耗が少ないことがわかった。
「音波速歯ブラシ」は、しばしば「音波歯ブラシ」と誤って表示されることがある。音波速歯ブラシの振動速度では音波は歯を磨く機能をまったく持っていないため、これは誤った名称である。音波速歯ブラシは、偶然な可聴音を発生させるのに十分に速い機械的振動のみで機能する。超音波は、歯ブラシで機能する唯一の種類の音波である。

### 超音波式
最新技術を実現、超音波歯ブラシは、超音波によって歯垢を落とす電動歯ブラシの一種。超音波は、歯肉縁の下 5 mm までの歯の表面に細菌の付着を破壊させることで、歯垢を構成する細菌の鎖を破壊する。定義上、超音波は20,000Hz以上の周波数で振動するため、1分間に120万サイクル以上振動する。サイクルは一対の動きで構成されているため、1分間に240万回以上の動きに相当する。通常、アメリカ食品医薬品局（FDA）によって承認された超音波歯ブラシは 1.6 MHz の周波数で作動し、これは1 分間に 1 億 9,200 万回の動きに相当する。
音波速式よりも圧倒的に振動数が多いが、振動する幅が小さいことから見た目上の動きは音波速式よりも目に見えないほど細かい。
「超音波」と「音波」という単語が似ているため、音波速式電動歯ブラシがしばしば超音波式の電動歯ブラシと誤って表示されることがある。20,000 Hz 未満の周波数または振動で作動する歯ブラシは「音波速」歯ブラシである。例えば毎分 31,000 回の振動で働く歯ブラシ。作動周波数は人間の可聴範囲である約 20 Hz から約 20,000 Hz 内に収まる。超音波、つまり人間の可聴上限である 20MHz を超える周波数の振動を発する歯ブラシのみを「超音波」歯ブラシと呼ぶことができる。
なお、超音波式電動歯ブラシの機種にもよるが、ペースメーカーや除細動器を使用している場合、誤作動を引き起こす恐れがあるため、超音波式電動歯ブラシの使用は推奨されない。

### ハイブリッド超音波式
超音波のみで機能する Emmi-Dent などの従来の超音波歯ブラシとは異なり、Ultreo や Megasonex などのハイブリッド超音波歯ブラシは、音波速振動も提供する。これらにより食物粒子や細菌連鎖の残骸除去を促進するために毛先を動かす。本ハイブリッド超音波歯ブラシの音波速振動は、通常、音波速歯ブラシに匹敵する、毎分 9,000 ～ 40,000 回の範囲である。細菌鎖は超音波によってすでに分解されているため、振動によって破壊する必要がなく、単に拭き取るだけで十分である。従って、同等の音波速歯ブラシで見られる音波速振動よりもはるかに低い振幅で歯を磨くことが可能である。

## 電動歯ブラシの有効性
2014年のコクランによる調査では、「長期的および短期的に歯垢と歯肉炎を減らすのに電動歯ブラシが手動ブラシよりも効果的である」という報告があった。例えば、1 ～ 3 ヶ月の使用後、歯垢の蓄積と歯肉炎がそれぞれ 11% と 6% 減少することが確認された。3 ヶ月の使用後、確認できた減少結果はさらに大きく、歯垢が 21% 減少し、歯肉炎が 11% 減少した。なお、世界最大級の医学データベース「PubMed」で調べた結果、2012～2021年の10年間で10件のランダム化比較試験の研究がヒットしたものの、著者とメーカーに利益相反があったり、同一著者による同じような研究だったりと、コクラン以上に信頼性が高い研究は見つからなかった。しかし、他のレビューでも同様の結論に達している。別の大規模なレビューも、子供にとって電動歯ブラシの歯磨きは手磨きよりも歯垢を除去するのに効果的であると結論付けられている。手先の器用さが限られている患者、または奥歯に手が届くのが難しい患者にとって、電動歯ブラシは特に有益である可能性がある。
| 年月日         | 著者の結論（翻訳後） |
| -------------- | --- |
| 2014年 6月17日 | 電動歯ブラシは、短期的にも長期的にも、手で磨くよりも歯垢や歯肉炎を減らす。これらの調査結果の臨床的重要性は不明のままである。方法論的ガイドラインを遵守し、デザインをより標準化することは、将来の試験とメタアナリシスの両方に利益をもたらすだろう。 |
| 2010年12月18日 | 回転振動式歯ブラシは、短期間で左右往復式歯ブラシよりも歯垢と歯肉炎を軽減するといういくつかの証拠がある。この違いは小さく、その臨床的重要性は不明である。電動歯ブラシの他の作用機序の優位性を評価するには、質の高いさらなる試験が必要である。       |

電動歯ブラシの効果に影響を与えるその他の要因には、歯磨きに費やした時間やブラシヘッドの状態などの要因が含まれる。製造者は、ブラシ ヘッドを 3 ヶ月ごと、またはブラシ ヘッドが目に見えて劣化したらすぐに交換することを推奨している。

## 電源と充電
最近の電動歯ブラシは 12 V 以下の低電圧を使用する。一部の歯ブラシは降圧変圧器によって電力を供給される。しかし、ほとんどの歯ブラシは、水による損傷を防ぐために密封された柄の内側に電池を組み入れている。交換可能な一次電池の場合もあるが、通常は交換不可能な二次電池である。初期の ニッケル・カドミウム蓄電池を備えた歯ブラシは充電ベースとの接続に金属タブを使用していたが、ニッケル・水素充電池やリチウムイオン二次電池を搭載した現代の歯ブラシはますます非接触充電を使用している。

## 環境への懸念
地球の友によると、「使い捨て電動歯ブラシは酷い製品の一例である。電気部品を電池やプラスチック筐体から分離することは事実上不可能である。その結果、貴重な、そして多くの場合有毒な物質が最終処分場に投棄されたり、焼却炉で燃やされる」。British Dental Journal に掲載された研究では、電動歯ブラシの気候変動の可能性は竹製歯ブラシの 11 倍であることが判明した。しかし、一般的な考えに反して、竹製歯ブラシは最も環境的に持続可能な歯ブラシではない。なぜなら、竹製品の使用は、生物多様性を促進したり、炭素排出を相殺するために森林の育成など、環境にとってより良い利用が妨げられるからである。研究によると、プラスチック製のヘッド交換式手動歯ブラシがおそらく最も優れていた。

## 追加機能

### タイマー
最近の電動歯ブラシの多くには、通常 2 分後、場合によっては 30 秒ごとにブザー音を鳴らしたり、電源を瞬間的に遮断したりするタイマーが付いている。口の 4 つの象限をそれぞれ 30 秒間、合計 2 分間ブラッシングするという習慣的な推奨事項に関連している。

### ディスプレイ
一部の電動歯ブラシには、最適なブラッシングを促すためにブラッシング時間を表示する液晶ディスプレイがあり、場合によってはスマイリーフェイスなどのアイコンが表示される。これらの機能により、人々はより正確にブラッシングできるようになる可能性がある。

### 過圧防止センサー
歯を強く磨きすぎるとエナメル質や歯肉を傷つけてしまう。最新の最高級音波速歯ブラシのほとんどには 過圧防止センサーが搭載されており、過度に激しく歯磨きすることを防ぐ。過圧防止センサーは 2 種類ある。過圧防止センサーが過度に力強い歯磨きを検出すると、警告音を発する歯ブラシもあれば、すべての動きを直ちに停止する歯ブラシもある。一部のOral-Bなどの電動歯ブラシは、AIとBluetooth技術を使用して、歯磨き中に最適な圧力で歯を磨くように指導する。

### 超音波表示器
超音波の周波数は可聴範囲を超えており、超音波歯ブラシから発せられる超音波の動きの振幅は知覚できないほど小さい。つまり、人間は超音波を見て、聞いたり、感じたりすることはできない。よって、超音波を発しているのみの場合は、歯ブラシが機能しているかどうかは明らかではない可能性がある。そのため、超音波歯ブラシには、超音波が発せられていることを通知する表示器が付属している場合がある。

### Bluetooth
Bluetooth 接続により、電動歯ブラシからスマートフォンなどの別の Bluetooth デバイスにデータを送信できる。歯ブラシは、どのくらいの時間歯を磨いていたか、歯磨き時に過度の圧力が加えられていなかったかなどのデータをモバイルアプリケーションに送信できる。アプリは、利用可能なブラッシングモードの変更や歯磨き時間などのデータを歯ブラシに送信できる。歯ブラシとスマートフォンの間でデータを共有することで、より良い歯磨き技術や習慣の形成を支援することを目的としている。どこを磨いたか、各セクションでどのくらいの時間を費やしたかを追跡して指導する。その結果、よく見落とされがちなセクションを特定できる。現在 Bluetooth を利用している電動歯ブラシのモデルには、Oral-B Pro 6000、Pro 6500、Pro 7000、Genius 9000、Oral-B iO、および Philips Sonicare DiamondClean Smart が含まれる。

### ブラッシングモード
ほとんどの音波速歯ブラシには、口腔衛生のさまざまな要素に合わせて最適化されるため、さまざまなブラッシングモードと強度レベルがある。一般的な例は、センシティブ、標準クリーニング、ホワイト、舌クリーニングなどがある。
特定のハイブリッド超音波歯ブラシでは、音波速振動の強度を低減したり、音波速振動を完全に停止して超音波のみを発したりすることもできる。超音波の作動の振幅は知覚できないほど小さいため、このモードは、最近歯周手術を受けた場合などの一般的な音波速歯ブラシや電動歯ブラシの振動には適さないが、超音波歯ブラシの洗浄力が必要な患者に適している可能性がある。

## 主な電動歯ブラシメーカー
- パナソニック電工→パナソニック
- ブラウン
- サンスター
- オムロン ヘルスケア
- フィリップス
- ライオン
- メガソネックス（旧東レ）
- エミデント
- スマイルエックス
- フォレオ
- ソラデー